# Hüseyin Özhan
Hüseyin Özhan (* 15. August 1967 in Besni, Provinz Adıyaman) ist ein türkischer Politiker der Adalet ve Kalkınma Partisi (AKP), der seit 2023 Mitglied der Großen Nationalversammlung (TBMM) ist.

## Leben
Hüseyin Özhan, Sohn von Hasan Hüseyin Özhan und dessen Ehefrau Sedef Özhan, begann nach dem Besuch der Grund-, Sekundar- und Oberschule in Adıyaman ein Studium an der Fakultät für Wirtschaftswissenschaften der Universität Çukurova (Çukurova Üniversitesi). Nach Abschluss des Studiums 1989 trat er 1991 als Manager in das Textilunternehmen Sanko AŞ ein und war dort zunächst in der Buchhaltung tätig, deren Leiter er 1996 wurde. 2007 wurde er schließlich stellvertretender Geschäftsführer für Verwaltungs- und Finanzangelegenheiten der Sanko AŞ. 2021 wurde er Vizepräsident der AKP der Provinz Adıyaman.
Bei der Parlamentswahl am 14. Mai 2023 wurde Özhan für die AKP für die Provinz Adıyaman erstmals zum Mitglied der Großen Nationalversammlung TBMM (Türkiye Büyük Millet Meclisi) gewählt und gehört dieser seither an. In der aktuellen 28. Legislaturperiode ist er seit dem 3. Juni 2023 Mitglied der Kommission für öffentliche Wirtschaftsunternehmen (Kamu İktisadi Teşebbüsleri Komisyonu).
Özhan ist verheiratet und Vater von drei Kindern.